# Martha Thorne

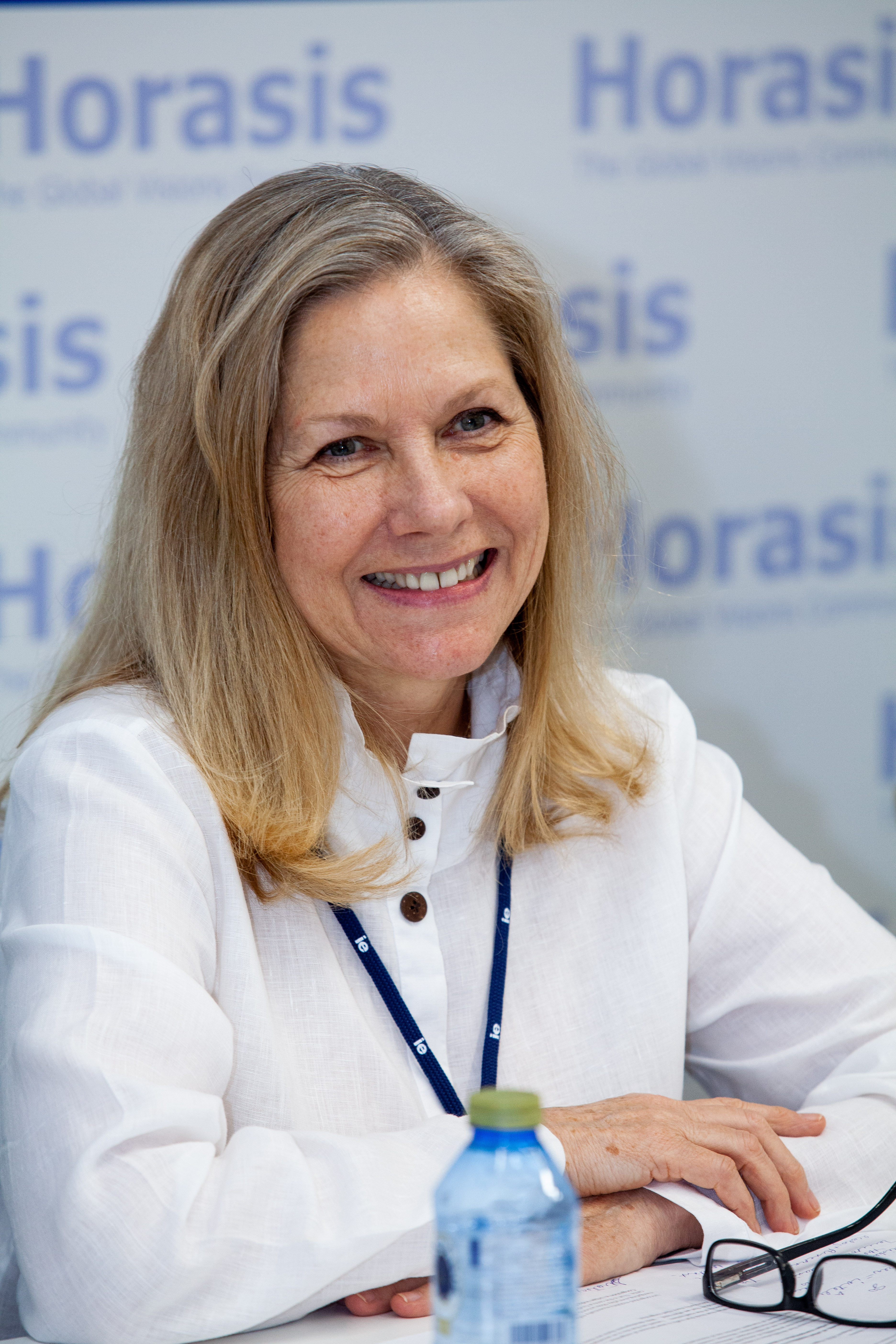
Martha Thorne, 2019

Martha Thorne (* 6. März 1953 in den Vereinigten Staaten) ist eine US-amerikanische Architektin, Kuratorin, Herausgeberin und Autorin. Sie ist die geschäftsführende Direktorin des Pritzker-Architekturpreises und Dekanin der privaten IE University in Madrid.

## Leben und berufliche Karriere
Thorne erwarb die Studienabschlüsse Bachelor of Arts im Fach Stadtentwicklung an der State University of New York at Buffalo und Master of Arts im Fach Stadtplanung an der University of Pennsylvania. Anschließend setzte sie ihre Ausbildung an der London School of Economics fort. Ihr Interesse gilt insbesondere der internationalen zeitgenössischen Architektur, Städten in der Entwicklung sowie den Veränderungen in der Rolle des Architekten. Sie gehörte sechs Jahre lang dem Kuratorium der Stiftung Graham Foundation for Advanced Studies in the Fine Arts an und war drei Jahre im Beratungsausschuss des International Archive of Women in Architecture (IAWA) tätig.
Von 1996 bis 2005 war Thorne als Co-Kuratorin für Architektur am Art Institute of Chicago tätig. In dieser Funktion konzipierte sie nicht nur zahlreiche Ausstellungen, sondern war auch für die Entwicklung von Publikationen des Instituts und die Teilnahme an einer bahnbrechenden Studie über das Sammeln, Archivieren und Ausstellen digital erstellter Designmaterialien verantwortlich.
Im August 2005 wurde sie zur geschäftsführenden Direktorin („Executive Director“) des renommierten Pritzker-Architekturpreises ernannt. Ihre Ernennung erfolgte durch die Hyatt-Foundation, die den Pritzker-Preis finanziert. In ihrer Funktion als geschäftsführende Direktorin arbeitet sie eng mit der Jury zusammen, stimmt jedoch nicht selbst mit ab.
Thorne war zunächst Associate Dean for External Relations an der „IE School of Architecture and Design“ der privaten IE University in Madrid und wurde im Jahr 2015 zu deren Dekanin ernannt.
Auch als Autorin, Mitautorin und Herausgeberin zahlreicher Sachbücher und Fachbeiträge zu architektonischen Themen ist Thorne in der Fachwelt bekannt. Ihre Werke wurden in den USA, in Großbritannien, Spanien und Deutschland veröffentlicht und sind weltweit in zahlreichen Bibliotheken zu finden.
Derzeit ist Thorne auch Mitglied der international besetzten Jury für den Architekturpreis arcVision Prize, eine Auszeichnung für herausragende Leistungen von Architektinnen.

## Veröffentlichungen (Auswahl)
- 1999: The Pritzker Architecture Prize: the first twenty years (mit Colin Amery und anderen)
- 2000: Rafael Moneo: Audrey Jones Beck Building. The Museum of Fine Arts, Houston (mit Joe C. Aker; Gary Zvonkovic; José Rafael Moneo)
- 2001: Modern trains and splendid stations: Architecture, design, and rail travel for the twenty-first century.
- 2002: David Adler, architect: the elements of style (mit Richard Guy Wilson; Pauline C. Metcalf)
- 2004: Unbuilt Chicago (mit dem Art Institute of Chicago)
- 2006: Informe sobre el fomento de la arquitectura Anexo (spanisch, mit der Fundación Arquitectura Contemporánea)